# Gornje Stopanje
Gornje Stopanje (em cirílico: Горње Стопање) é uma vila da Sérvia localizada no município de Leskovac, pertencente ao distrito de Jablanica, na região de Jablanica. A sua população era de 1821 habitantes segundo o censo de 2011.

## Demografia
| 1948 | 1953 | 1961 | 1971  | 1981  | 1991  | 2002  | 2011  |
| ---- | ---- | ---- | ----- | ----- | ----- | ----- | ----- |
| 507  | 548  | 651  | 1 092 | 1 407 | 1 772 | 1 756 | 1 821 |